# 21887 Dipippo
21887 Dipippo (tên chỉ định: 1999 UH42) là một tiểu hành tinh vành đai chính. Nó được khám phá thông qua Chương trình nghiên cứu đối tượng gần Trái Đất của đài thiên văn Lowell ở Anderson Mesa Station ở Coconino County, Arizona, ngày 20 tháng 10 năm 1999. Nó được đặt theo tên Simonetta di Pippo, an administrative official thuộc Italian Space Agency, now Director of Human Spaceflight ở the European Space Agency.